# Hun så et mord
Hun så et mord (engelsk originaltitel Murder, She wrote) er en amerikansk krimiserie med Angela Lansbury som krimiforfatteren og amatørdetektiven Jessica Fletcher.
Mellem 1984 og 2003 blev der indspillet 268 afsnit af den amerikanske krimiserie "Hun så et mord". Serien er bl.a. sendt på DR2 og DR1.

## Baggrund
Som krimiforfatter er Jessica Fletcher ekspert i mord. Hun ved, hvordan man udtænker den perfekte forbrydelse, og hun bruger sin kunnen til at løse virkelige kriminalgåder.
At Jessica blev detektiv var lidt af en tilfældighed. Den midaldrende pensionerede engelsklærer og enke elskede at læse krimiromaner, og da hun selv debuterede som krimiforfatter, blev hendes bog en øjeblikkelig bestseller. Til trods for berømmelse og velstand forblev Jessica bosiddende i Cabot Cove, en hyggelig kystnær by i Maine (billederne i serien af Cabot Cove blev filmet i Mendocino, Californien), og fastholder hendes forbindelser til alle af hendes gamle venner og lader aldrig hendes succes gå hende til hovedet. 
Jessica var blevet berømt, men da hun blev inviteret til kostumebal hos sin forlægger, måtte hun opklare sin første rigtige mordsag. Det skete i seriens allerførste afsnit. Siden blev det altså til yderligere 267 mordmysterier hvor Jessica på en eller anden måde bliver viklet ind i en mordefterforskning. 
Politiet er næsten altid villig til at arrestere den mest sandsynlige mistænkte, men Jessica føler næsten altid, at de såkaldte "skyldige" må være uskyldige.  Omhyggeligt og metodisk ved sammenkædning af indicier og kloge spørgsmål, formår hun altid at fælde den virkelige morder.

## Rollen
Rollen som Jessica Fletcher gjorde Angela Lansbury vanvittig populær. Serien blev en stor seersucces, og i 12 år i træk blev Lansbury nomineret til en Emmy for sin præstation som den ihærdige detektiv. Det lykkedes hende dog aldrig at vinde den eftertragtede pris, men til gengæld har hun hele fire gange modtaget en Golden Globe for rollen som Jessica. I tidens løb er serien blevet nomineret til i alt 41 Emmy-priser og 16 Golden Globes.